# Ion Călugăru
Ion Călugăru (né Ştrul Leiba Croitoru, également connu sous les noms de Buium sin Strul-Leiba Croitoru et B. Croitoru ; 14 février 1902- 22 mai 1956), est un romancier, nouvelliste, journaliste et critique roumain. 
En tant que figure de la scène moderniste roumaine tout au long de la première période de l'entre-deux-guerres, il s'est fait connaître en combinant un point de vue pittoresque sur la communauté juive rurale, à laquelle il appartenait, avec des éléments traditionalistes et avant-gardistes.